# Steinunn Refsdóttir
Steinunn Refsdóttir (... – X secolo) è stata una poetessa islandese.
Figlia di Refr il Grande e di Finna, apparteneva a una potente famiglia di goðar. Era la madre di Hofgarða-Refr Gestsson, anch'egli poeta. Citata nella Njáls saga, Steinunn si oppose a Þangbrandr, il missionario inviato da re Olaf Tryggvason per cristianizzare l'Islanda, dimostrando la superiorità di Thor rispetto a Cristo:
(Njáls saga, cap. 102)
In questa occasione Steinnun compose due lausavísur (strofe sciolte) in cui attribuisce a Thor il naufragio della nave di Þangbrandr. Questi versi sono una delle poche testimonianze di poesia scaldica pre-Cristiana composte da donne pervenute fino a noi. Essi sono conservati anche nella Kristni saga e nella Óláfs saga Tryggvasonar en mesta.